# Стојан Срдић
Стојан Срдић (Медена селишта код Гламоча, 20. септембар 1950) српски је драмски писац и књижевник. Члан је Удружења књижевника Србије и Удружења драмских писаца Србије.

## Биографија
Аутор је једног романа, двије приповијетке, и више драма.
Поезију и прозу је објављивао у многим значајним књижевним часописима. Радови су му заступљени у неколико антологија поезије и прозе.
Члан је Удружења драмских писаца од 1987. године, а Удружења књижевника Србије од 1990. године. Живи и ради у Београду као самостални уметник.
Радио-драме су му превођене и објављиване на више страних језика.

## Награде
- На фестивалу радија у Охриду 1985. године радио-драма Магла осваја прву награду.
- На При Италија у Каљарију, 1985. иста радио-драма заузима друго место.
- Вукова награда, 2022.[1]